# Геологическая школа МГУ
Геологическая школа при геологическом факультете МГУ имени М. В. Ломоносова — Геошкола (ГШ) МГУ (г. Москва) — одна из крупнейших детских геологических организаций России. В настоящее время включает в себя несколько бесплатных кружков (групп) общей численностью более 100 учащихся.
В настоящее время в кружках занимаются школьники 8—11 классов Москвы и ближнего Подмосковья. В виде исключения принимаются учащиеся 7-х классов или уже окончившие школу, но собирающиеся поступать на геологический факультет. В зависимости от возраста они зачисляются в группы, где обучаются по одно-, двух-, трех- или четырехгодичным учебным программам. Занятия проходят 2—3 раза в неделю вечером в аудиториях геологического факультета. Часть занятий проходит в музее землеведения МГУ и других естественнонаучных музеях Москвы. Налажено сотрудничество со школами Москвы.
Ежегодно 15—20 выпускников геологической школы поступают на геологический факультет МГУ и другие геологические ВУЗы.

## Из истории геошколы МГУ
Первые геологические кружки появились на геологическом факультете МГУ сразу после окончания Великой Отечественной войны. В 1946 году в старом здании МГУ на Моховой улице, где только-только были залечены раны от бомбежек, собралось 10—12 школьников. Время было трудное — плохо было с книгами, бумагой, с геологическим снаряжением, да и в семьях школьников было порой просто голодно. Но их объединяла одна мечта — стать геологами. Знаний даже о содержании работы геологов было мало, но престиж профессии был очень высок. Даже школьники знали, что труд многих геологов во время войны был приравнен к труду боевому, солдатскому.
Организатором и руководителем школьного кружка тогда была студентка III курса — Трошкина Елизавета Сергеевна, а одним из первых слушателей был в то время школьник, а ныне доцент кафедры петрологии геологического факультета МГУ Анатолий Николаевич Феногенов. Для школьников читали лекции многие преподаватели, в том числе доцент кафедры минералогии и петрографии Рашин Г.А., практические занятия вел студент IV курса Евгений Евгеньевич Милановский (позднее академик РАН).
Работа существенно расширилась с 1953 года, когда МГУ переехал в новое высотное здание на Ленинских горах. В то время было организовано 10 кружков, в которых занималось около 200 школьников. Руководили кружками студенты всех курсов, зачастую сами — бывшие кружковцы. В этот период стали регулярно проводиться походы, экскурсии и поездки школьников. Исхожены были многие замечательные места Москвы и Подмосковья: Рублево, Фили, Домодедово, Гжель, Русавкино и многие другие, начали выезжать на Урал, на Украину в дни школьных каникул. К 1952 учебному году относится организация первой геологической олимпиады школьников на геологическом факультете.
Однако сформировались кружки в единое геологическое объединение лишь в 1966 году, в соответствии с первым положением "О школе Юного Геолога на геологическом факультете МГУ", разработанным факультетским Бюро ВЛКСМ и подписанным деканом факультета профессором А.А.Богдановым. Здесь, где были регламентированы основные направления работы геологической школы. Начался качественно новый этап в довузовской подготовке молодежи на геологическом факультете МГУ.
Впервые было организовано внутрифакультетское структурное подразделение, целенаправленно занимавшееся профессиональной ориентацией молодежи, отбором и обучением потенциальных абитуриентов.
Несмотря на уже почти 65-летнюю историю детских кружков, на геологическом факультете 21 декабря 1966 года отмечается как День Рождения Геологической школы МГУ.
За годы работы через учебу в кружках геошколы и преподавание в них прошли многие ныне известные геологи нашей страны. Первые занятия в послевоенных кружках вёл студент, а ныне академик РАН Е.Е.Милановский, преподавали в геошколе или учились в ней профессора и доктора наук – А.А.Алексеев, А.М.Никишин, Ю.В.Алехин, М.А.Назаров, А.А.Ульянов, А.Р.Оганов, И.В.Пеков, Е.Ю.Барабошкин, П.Ю.Плечов; доценты – И.А.Бакшеев, А.А.Зарщиков, Т.Ю.Тверитинова, П.Л.Тихомиров, О.А.Орлова; сотрудники, преподаватели, кандидаты наук геологических ВУЗов, институтов и музеев – А.А.Евсеев, В.М.Ладыгин, Д.С.Зыков, М.Е.Генералов, Л.И.Глазовская, Е.М.Тесакова, В.О.Япаскурт, М.Н.Щербакова, Б.Г.Голионко, А.Е.Корольков, А.В.Арешин, Д.А.Бычков, В.С.Андреенко, Н.А.Серебряков, Т.Л.,Ларикова, М.А.Рогов, В.А.Зайцев; председатель студсоюза МГУ И.В.Ильин, сотрудники Российского геологического общества – В.В.Аристов, Н.В.Усова и многие другие.

## Структура объединения и организация занятий
В настоящее время в геошколе занимается 9—10 учебных групп по 20—25 учащихся в каждой. Коллектив педагогов и стажеров состоит из студентов, аспирантов, молодых сотрудников геологического факультета МГУ, возглавляемых директором школы – Василием Щербаковым. Большинство преподавателей имеют должность педагогов дополнительного образования.

### Учебные мероприятия
Занятия проводятся по общей геологии, минералогии, кристаллографии, структурной и полевой геологии и другим наукам геологического цикла в соответствии с учебными программами в зависимости от возраста. Для школьников всех возрастов работает факультатив по палеонтологии.
Ребята работают с коллекциями минералов, горных пород и окаменелостей. Коллекция геологической школы создавалась с момента её основания и продолжает пополняться до сих пор силами самих геошкольников. За последние 5 лет созданы новые учебные коллекции "Горные породы", "Ископаемые беспозвоночные", начато обновление и переработка коллекции "Генетическая минералогия". Регулярно (5—10 раз в год) проводятся занятия и экскурсии в естественнонаучных музеях Москвы (Землеведения, Минералогическом имени А.Е.Ферсмана, Палеонтологическом им. Ю.А. Орлова и других).
С 2004 по 2008 гг. для старших школьников, выбирающих себе дальнейшую специальность, по пятницам работает "Лекторий ГШ", в котором проводят занятия профессора и сотрудники кафедр факультета по основным направлениям современной геологии. Целью занятий в лектории является помощь в выборе будущей геологической специальности абитуриентами. Рассказы "бывалых" геологов об этой профессии, о геологическом факультете МГУ, существующих перспективных направлениях в геологии, сопровождаются показом слайдов, презентаций, образцов пород, минералов и фауны из личных и кафедральных коллекций, моделей кристаллических решеток и других материалов. Количество проведенных занятий по той или иной дисциплине коррелируется с количеством геошкольников, поступивших на эту кафедру.
Налажено сотрудничество со школами и детскими центрами Москвы. В 2007 году геошкола принимала участие в фестивале детского творчества "Путешествие XXI века к планете Земля" на базе ЦО № 287 г. Москвы. Ежегодно учащиеся геологической школы выступают на Городской конференции экологических экспедиционных отрядов (МГСЮН), в 2007 году заняли II место в секции "Геология и палеонтология". В 2008 году в ноябре учащиеся геошколы успешно выступили с устным докладом на молодежной секции "Ферсманиада" международной конференции "Ферсмановские чтения" (Музей имени А.Е.Ферсмана).
В октябре 2008 года четверо учащихся геологической школы МГУ выступали на концерте перед делегатами и участниками Всероссийского съезда геологов на сцене в ГЦКЗ "Россия" в Лужниках.

### Подмосковные слеты и практики
Кроме аудиторных занятий, следует отметить регулярные 2—3-х дневные осенние и весенние подмосковные слеты, на которых приобретаются навыки туристической и медицинской подготовки, приемы работы в полевых условиях, происходят знакомство с геологией Москвы и Подмосковья, а также спортивно-развлекательные мероприятия. Хорошей традицией стали слеты в виде ролевых геологических игр. В 2003—2004 гг. такой весенний слет проводился по мотивам известного произведения о жизни и работе геологов — "Территория" О.Куваева, а в 2005 и 2006 гг. по авторским сценариям.
Слеты открывают и закрывают учебный год. Все слеты неповторимы и всегда отличаются друг от друга. Проходят они в различных районах Московской области, нередко вблизи интересных геологических объектов. На осенних слетах приобретаются навыки, необходимые каждому геологу: основы туристической и медицинской подготовки, основы полевой геологии с первым выходом в карьер и отбором образцов. И, конечно, поются песни под гитару у костра. На весеннем слете школьники показывают свои навыки в туристическом ориентировании, шлиховом опробовании, гидрологии и других геологических соревнованиях.
Численность школьников, принимающих участие в каждом слёте, достигает 60—80 человек.

### Учебные геологические практики и экспедиции
В дни осенних, весенних и летних каникул проводятся учебные геологические практики и исследовательские экспедиции. Группы первого года обучения наблюдают за работой моря, ветра и другими процессами, учатся вести записи в полевом дневнике, описывать и коллекционировать горные породы, минералы, ископаемую фауну. Старшие школьники, кроме того, изучают магматические тела, метаморфические породы, различные полезные ископаемые, знакомятся с их добычей на действующих рудниках, обучаются методам полевых геологических работ (основам геоморфологической, гидрохимической съемки, корреляции разрезов, шлиховому опробованию, геофизическим методам).
Участники исследовательских экспедиций выполняют задания, выданные геологическими организациями. Материалы, собранные в этих экспедиций, обрабатываются в лабораториях в течение всего учебного года.
За последние годы изъезжены многие интересные места нашей страны и ближнего зарубежья: Центральные регионы России, Урал, Крым, Карелия, Мурманская, Калининградская  области, Краснодарский край и многие другие. Не один год в августе — начале сентября геологическую школу принимает Всероссийский Детский Центр "Орленок" в Туапсинском районе Краснодарского края.
В конце всех практик проходит защита полевых материалов и написание геологических отчетов, а по результатам экспедиций делаются доклады, пишутся научно-исследовательские работы. Основные исследовательские работы за последние годы: "Родники Москвы — памятники природы", "Классификация родников Юго-Западного округа г.Москвы", "Янтарь побережья Калининградской области: классификация и геммологическая ценность", "Литологическая характеристика современных пляжевых отложений в районе ВДЦ "Орлёнок" (3 место на V-м Всероссийском слете юных геологов, г.Уфа) и "Разработка экскурсионных геологических маршрутов для смен естественнонаучной направленности ВДЦ Орленок", "Условия формирования химического состава воды ручья Золотой (Туапсинский район Краснодарского края)" (1 место на VI Всероссийской полевой олимпиаде (слете) юных геологов, г.Красноярск), "Вдольбереговые перемещения песка в Калининградской области", описание геологического памятника природы "Обнажение юрских глин в кв. 2 Фили-Кунцевского лесопарка", "Прямораковинные головоногие моллюски в юрских известняках облицовки Московского Метрополитена" (1 место на Всероссийской олимпиаде "Земля и Человек", г.Москва).

### Московская открытая олимпиада по геологии и палеонтологии
Геологическая школа – основной организатор Московской открытой олимпиады по геологии и палеонтологии. Она проводится ежегодно с 1953 года.
В олимпиаде принимают участие все желающие школьники 1—11 классов средних школ города Москвы, а так же дошкольники – юные геологи, экологи, палеонтологи, учащиеся специализированных геологических и палеонтологических кружков, а также все, кто увлекается соответствующими науками. Традиционно в олимпиаде принимают участие не только московские школьники, но и ребята из других регионов России. Ежегодно на олимпиаду приезжают юные геологи из Перми, Рыбинска, Архангельска, Нижнего Тагила, Горнозаводска, Тулы, Миасса, Калининграда и многих других городов.
В разные годы в олимпиаде принимало участие от 75 до 400 человек.
К основным целям и задачам олимпиады следует отнести повышение интереса учащихся школ к изучению геологических наук, привлечение внимания школьников к проблемам геоэкологии и охраны недр, оказание помощи учащимся старших классов при профориентации, подготовке и поступлении в ВУЗы.

### Участие во Всероссийских и региональных мероприятиях юных геологов
Учащиеся геологической школы успешно принимают участие во Всероссийских мероприятиях юных геологов: слетах и олимпиадах.
В 2009 году на VII Всероссийском слёте (олимпиаде) юных геологов в Таганроге команда геологической школы заняла II общекомандное место, 1 место в соревновании по самостоятельному геологическому маршруту, 2-е места в соревнованиях по палеонтологии, минералогии, построению геологического разреза и гидрологии.
В 2011 году на VIII Всероссийском слёте (олимпиаде) юных геологов в г. Томск и в 2013 году в г. Казань команда Геологической Школы заняла IV общекомандное место.
В 2010 году на I Слете Центральных регионов России (г. Воронеж) команда Геологической школы заняла I общекомандное место.
В 2012 году на II Слете Центральных регионов России (Г. Пушкин, МО) команды Геологической школы заняли I и II общекомандные места.
В 2008 году на Всероссийской олимпиаде "Земля и Человек" учащиеся геологической школы заняли два вторых призовых места в геологическом тестировании, 1 место в конкурсе исследовательских работ, вышли в полуфинал геологической игры "Что? Где? Когда?".
А в 2006 году на той же олимпиаде учащиеся геологической школы заняли два вторых и одно третье призовое место.